# Faith Hill
Audrey Faith Perry, later bekend als Faith Hill (Jackson (Mississippi), 21 september 1967) is een Amerikaanse countryzangeres, bekend van zowel haar commerciële succes als haar breed uitgemeten huwelijk met countryzanger Tim McGraw.

## Biografie
Faith Hill werd als Audrey Faith Perry op 21 september 1967 geboren in Jackson, Mississippi. Ze groeide op in het nabijgelegen stadje Star. Als peuter zong ze al de hele dag door en op haar zevende had Faith haar eerste publieke optreden. Haar voorbeeld was countryzangeres Reba McEntire. Toen ze 17 jaar was richtte ze een band op waarmee ze op rodeofestivals en kermissen optrad. Op haar negentiende stopte ze met school en verhuisde ze naar Nashville om daar een zangcarrière te proberen op te zetten.
Haar eerste baantjes waren het verkopen van T-shirts op fandagen en kermissen en het werken als hulpje van Reba McEntire. Zo ontmoette ze platenbaas Daniel Hill, met wie ze een relatie kreeg. Op 23 juli 1988 trouwde het stel, in 1994 gevolgd door hun scheiding. Daarna werd ze secretaresse bij een platenmaatschappij, waar ze bij toeval werd opgemerkt terwijl ze in zichzelf aan het zingen was. Haar baas Gary Morris drong erop aan dat ze demo's ging inzingen en ging samenwerken met zanger-producer Gary Burr, met wie ze uiteindelijk haar eerste eigen demo maakte en regelmatig optredens verzorgde. Een platenbaas bij Warner zag en hoorde het duo optreden in een club in Nashville en bood Faith een solo-contract aan.
Ze is opgenomen in de Mississippi Musicians Hall of Fame.
Faith Hill is geadopteerd en in het begin van de jaren 90 heeft ze haar biologische moeder ontmoet. Faith Hill is getrouwd met countryster Tim McGraw. Ze hebben drie kinderen: Gracie Katherine (1997), Maggie Elizabeth (1998) en Audrey Caroline (2001).

## Muziek
Eind 1993, begin 1994 verscheen het debuutalbum van Faith Hill, getiteld Take Me As I Am. Het album werd geproduceerd door Scott Hendricks. Het eerste succes volgde al snel, toen de single Wild One naar de nummer 1-positie van de country-hitlijst steeg en daar vier weken lang bleef - iets wat de voorgaande 30 jaar geen enkele countryzangeres met een debuutsingle had gepresteerd. Ook de andere singles van het album werden grote countryhits en het bleek het begin van een succesvolle carrière te zijn. Voordat ze haar tweede album opnam moest Faith wel even pauze nemen omdat ze eerst aan haar stembanden geopereerd moest worden. Anderhalf jaar later, in de zomer van 1995, verscheen Faiths tweede album, met de titel It Matters To Me. Hiermee werd haar naam als countryster definitief gevestigd. Een jaar later was ze de supportact van de countryster Tim McGraw tijdens zijn Spontaneous Combustion Tour. Het stel kreeg een relatie, Faith verbrak haar verloving met Scot Hendricks en zij en Tim trouwden op 6 oktober datzelfde jaar. In 1997 nam het stel het duet It's Your Love op, dat zes weken op nummer 1 stond in de Amerikaanse Country Chart.
Op 21 april 1998 verscheen haar derde album Faith. Dit album tekende haar overstap naar het brede poppubliek. This Kiss werd een grote hit in zowel de country- als de poplijsten en betekende tegelijk haar internationale doorbraak. Faith had nu de keuze om countryster te blijven of zich proberen te vestigen als popster. Na nog enkele countryhits kwam eind 1999 het antwoord met het album Breathe. De gelijknamige single bestormde de Amerikaanse hitlijsten en was de meeste verkochte single van 2000 in de VS. In 2001 waren er 7 miljoen exemplaren van het album over de toonbank gegaan. De cd leverde Hill tevens enkele Grammy's op. Haar grootste hit in Nederland is There You'll Be, van de film Pearl Harbor, en haalde in augustus 2001 de vijfde plek in de Top 40, waar hij in totaal 14 weken bleef staan. In 2002 verscheen haar vijfde studio-album Cry waarvan wereldwijd zo'n 3 miljoen stuks werden verkocht. In 2005 werd dit album opgevolgd door Fireflies, een plaat waarop Faith terugkeerde naar haar wortels: country. Ook hiervan werden ongeveer 3 miljoen exemplaren verkocht. In 2007 bracht Faith Hill een nieuwe cd uit met haar tien nummer 1-hits en drie nieuwe singles. Deze cd werd dan ook The Hits genoemd. In 2008 bracht zij een kerstmisalbum uit met de naam Joy To The World. Ook deze cd werd in Amerika een groot succes.

## Discografie

### Albums
| Album met eventuele hitnotering(en) in de Nederlandse Album Top 100 | Datum van verschijnen | Datum van binnenkomst | Hoogste positie | Aantal weken | Opmerkingen |
| ------------------------------------------------------------------- | --------------------- | --------------------- | --------------- | ------------ | ----------- |
| There you'll be                                                     | 2001                  | 27-10-2001            | 83              | 2            |             |

| Album met hitnotering(en) in de Vlaamse Ultratop 200 albums | Datum van verschijnen | Datum van binnenkomst | Hoogste positie | Aantal weken | Opmerkingen |
| ----------------------------------------------------------- | --------------------- | --------------------- | --------------- | ------------ | ----------- |
| Breathe                                                     | 1999                  | 28-04-2001            | 43              | 3            |             |
| There you'll be                                             | 2001                  | 27-10-2001            | 8               | 6            |             |

### Singles
| Single met eventuele hitnotering(en) in de Nederlandse Top 40 | Datum van verschijnen | Datum van binnenkomst | Hoogste positie | Aantal weken | Opmerkingen |
| ------------------------------------------------------------- | --------------------- | --------------------- | --------------- | ------------ | ----------- |
| This Kiss                                                     | 1998                  | 26-12-1998            | tip20           | -            |             |
| Where Are You Christmas?                                      | 2000                  | 06-01-2001            | 37              | 2            |             |
| There You'll Be                                               | 2001                  | 14-07-2001            | 5               | 14           |             |
| Breathe                                                       | 2001                  | 06-10-2001            | tip10           | -            |             |

| Single met hitnotering(en) in de Vlaamse Ultratop 50 | Datum van verschijnen | Datum van binnenkomst | Hoogste positie | Aantal weken | Opmerkingen |
| ---------------------------------------------------- | --------------------- | --------------------- | --------------- | ------------ | ----------- |
| There you'll be                                      | 2001                  | 14-07-2001            | 2               | 19           |             |
| Cry                                                  | 2002                  | 19-10-2002            | 42              | 2            |             |

## Prijzen en nominaties
In onderstaande tabel zijn de nominaties en prijzen van Faith Hill te zien. Een 'N' in de laatste kolom betekent dat het een nominatie betrof, als er een 'W' staat heeft ze die prijs ook gewonnen. Wanneer er geen lied vermeld staat houdt dit in dat de prijs op het album slaat, staat er wel een lied vermeld slaat de prijs op dat lied.
| American Music Awards | American Music Awards | American Music Awards | American Music Awards              | American Music Awards |
| --------------------- | --------------------- | --------------------- | ---------------------------------- | --------------------- |
| Jaar                  | Album                 | Lied                  | Categorie                          | W/N                   |
| 1995                  | -                     | -                     | Favorite Country New Artist        | N                     |
| 1997                  | -                     | -                     | Favorite Country Female Artist     | N                     |
| 1999                  | -                     | -                     | Favorite Country Female Artist     | N                     |
| 2000                  | -                     | -                     | Favorite Country Female Artist     | N                     |
| 2001                  | Breathe               | -                     | Favorite Pop/Rock Female Artist    | W                     |
| 2001                  | Breathe               | -                     | Favorite Country Female Artist     | W                     |
| 2001                  | Breathe               | -                     | Favorite Country Album             | W                     |
| 2001                  | -                     | -                     | Favorite Adult Contemporary Artist | N                     |
| 2002                  | Breathe               | -                     | Favourite Country Female Artist    | W                     |

| Academy of Country Music Award | Academy of Country Music Award | Academy of Country Music Award              | Academy of Country Music Award | Academy of Country Music Award |
| ------------------------------ | ------------------------------ | ------------------------------------------- | ------------------------------ | ------------------------------ |
| Jaar                           | Album                          | Lied                                        | Categorie                      | W/N                            |
| 1998                           |                                | It's Your Love (met Tim McGraw)             | Single of the Year             | W                              |
| 1998                           |                                | It's Your Love (met Tim McGraw)             | Song of the Year               | W                              |
| 1998                           |                                | It's Your Love (met Tim McGraw)             | Video of the Year              | W                              |
| 1998                           |                                | It's Your Love (met Tim McGraw)             | Vocal Event of the Year        | W                              |
| 1999                           | -                              | -                                           | Top Female Vocalist            | W                              |
| 2001                           | -                              | -                                           | Entertainer of the Year        | N                              |
| 2001                           |                                |                                             | Top Female Vocalist            | W                              |
| 2001                           | Breathe                        | Let's Make Love (met Tim McGraw)            | Vocal Event of the Year        | N                              |
| 2001                           | Breathe                        | The Way You Love Me                         | Video of the Year              | N                              |
| 2002                           | -                              | -                                           | Top Female Vocalist            | N                              |
| 2006                           | Fireflies                      | Like We Never Loved at All (met Tim McGraw) | Vocal Event of the Year        | N                              |

| Billboard Music Award | Billboard Music Award | Billboard Music Award | Billboard Music Award         | Billboard Music Award |
| --------------------- | --------------------- | --------------------- | ----------------------------- | --------------------- |
| Jaar                  | Album                 | Lied                  | Categorie                     | W/N                   |
| 2000                  | Breathe               | Breathe               | Best Country Clip of the Year | W                     |

| Blockbuster Entertainment Award | Blockbuster Entertainment Award | Blockbuster Entertainment Award         | Blockbuster Entertainment Award | Blockbuster Entertainment Award |
| ------------------------------- | ------------------------------- | --------------------------------------- | ------------------------------- | ------------------------------- |
| Jaar                            | Album                           | Lied                                    | Categorie                       | W/N                             |
| 1999                            | Faith                           | This Kiss (uit de film Practical Magic) | Favorite Song from a Movie      | N                               |
| 2001                            | -                               | -                                       | Favorite Female Country Artist  | W                               |
| 2001                            | -                               | -                                       | Favorite Female Artist          | N                               |
| 2001                            | Breathe                         | Breathe                                 | Favorite Single                 | N                               |
| 2001                            | -                               | -                                       | Favorite Female Pop Artist      | N                               |

| Country Music Association Awards | Country Music Association Awards | Country Music Association Awards                       | Country Music Association Awards | Country Music Association Awards |
| -------------------------------- | -------------------------------- | ------------------------------------------------------ | -------------------------------- | -------------------------------- |
| Jaar                             | Album                            | Lied                                                   | Categorie                        | W/N                              |
| 1994                             | -                                | -                                                      | Horizon Award                    | N                                |
| 1995                             | -                                | -                                                      | Horizon Award                    | N                                |
| 1996                             | -                                | -                                                      | Female Vocalist of the Year      | N                                |
| 1997                             | -                                | It's Your Love (duet met Tim McGraw)                   | Vocal Event of the Year          | W                                |
| 1998                             | Faith                            | This Kiss                                              | Music Video of the Year          | W                                |
| 1998                             | Faith                            | This Kiss                                              | Single of the Year               | N                                |
| 1998                             | Faith                            | Just to Hear You Say That You Love Me (met Tim McGraw) | Vocal Event of the Year          | N                                |
| 1998                             | -                                | -                                                      | Female Vocalist of the Year      | N                                |
| 1999                             | Faith                            | Just to Hear You Say That You Love Me (met Tim McGraw) | Music Video of the Year          | N                                |
| 1999                             | -                                | -                                                      | Female Vocalist of the Year      | N                                |
| 2000                             | Breathe                          | Breathe                                                | Music Video of the Year          | N                                |
| 2000                             | Breathe                          | Breathe                                                | Single of the Year               | N                                |
| 2000                             | Breathe                          | -                                                      | Album of the Year                | N                                |
| 2000                             | Breathe                          | Let's Make Love (met Tim McGraw)                       | Vocal Event of the Year          | N                                |
| 2000                             | -                                | -                                                      | Female Vocalist of the Year      | W                                |
| 2000                             | -                                | -                                                      | Female Event of the Year         | N                                |
| 2001                             | -                                | -                                                      | Female Vocalist of the Year      | N                                |

| CMT Music Award | CMT Music Award | CMT Music Award                             | CMT Music Award                 | CMT Music Award |
| --------------- | --------------- | ------------------------------------------- | ------------------------------- | --------------- |
| Jaar            | Album           | Lied                                        | Categorie                       | W/N             |
| 2006            | Fireflies       | Like We Never Loved at All (met Tim McGraw) | Video of the Year               | N               |
| 2006            | Fireflies       | Mississippi Girl                            | Female Video of the Year        | N               |
| 2006            | Fireflies       | Like We Never Loved at All (met Tim McGraw) | Collaborative Video of the Year | N               |

| Grammy Awards | Grammy Awards                           | Grammy Awards | Grammy Awards                                 | Grammy Awards |
| ------------- | --------------------------------------- | --- | --------------------------------------------- | ------------- |
| Jaar          | Album                                   | Lied | Categorie                                     | W/N           |
| 1997          | -                                       | Hope: Country Music's Quest For A Cure (met Vince Gill, Tim McGraw, Trisha Yearwood, Lorrie Morgan, Marty Stuart, Little Texas, Tracy Lawrence, Terri Clark, Neal McCoy, Travis Tritt & John Berry) | Best Country Collaboration With vocals        | N             |
| 1998          | -                                       | It's Your Love (met Tim McGraw) | Best Country Song (Awarded to the songwriter) | N             |
| 1998          | -                                       | It's Your Love (met Tim McGraw) | Best Country Collaboration with Vocals        | N             |
| 1999          | Faith                                   | This Kiss | Best Female Country Vocal Performance         | N             |
| 1999          | Faith                                   | Just To Hear You Say That You Love Me (met Tim McGraw) | Best Country Collaboration With Vocals        | N             |
| 1999          | Faith                                   | - | Best Country Album                            | N             |
| 2000          | Faith                                   | Let Me Let Go | Best Female Country Vocal Performance         | W             |
| 2001          | Breathe                                 | Breathe | Best Female Vocal Country Performance         | W             |
| 2001          | Breathe                                 | Let's Make Love (met Tim McGraw) | Best Country Collaboration With vocals        | W             |
| 2001          | Breathe                                 | - | Best Country Album                            | W             |
| 2002          | There You'll Be: The Best of Faith Hill | There You'll Be | Best Female Pop Vocal Performance             | N             |
| 2003          | Cry                                     | Cry | Best Female Country Vocal Performance         | W             |
| 2006          | Fireflies                               | - | Best Country Album                            | N             |
| 2006          | Fireflies                               | Mississippi Girl | Best Female Country Vocal Performance         | N             |
| 2006          | Fireflies                               | Like We Never Loved At All (met Tim McGraw) | Best Country Collaboration With Vocals        | W             |

| People's Choice Award | People's Choice Award | People's Choice Award | People's Choice Award             | People's Choice Award |
| --------------------- | --------------------- | --------------------- | --------------------------------- | --------------------- |
| Jaar                  | Album                 | Lied                  | Categorie                         | W/N                   |
| 2001                  | -                     | -                     | Favorite Female Musical Performer | W                     |
| 2002                  | -                     | -                     | Favorite Female Musical Performer | W                     |
| 2003                  | -                     | -                     | Favorite Female Musical Performer | W                     |
| 2004                  | -                     | -                     | Favorite Female Performer         | W                     |
| 2006                  | -                     | -                     | Favorite Female Performer         | N                     |

| TNN/Music City News Award | TNN/Music City News Award | TNN/Music City News Award | TNN/Music City News Award | TNN/Music City News Award |
| ------------------------- | ------------------------- | ------------------------- | ------------------------- | ------------------------- |
| Jaar                      | Album                     | Lied                      | Categorie                 | W/N                       |
| 1999                      | Faith                     | This Kiss                 | Single of the Year        | W                         |
| 1999                      | -                         | -                         | Female Artist of the Year | W                         |
| 1999                      | Faith                     | This Kiss                 | Video of the Year         | W                         |

| My VH1 Music Award | My VH1 Music Award | My VH1 Music Award | My VH1 Music Award | My VH1 Music Award |
| ------------------ | ------------------ | ------------------ | ------------------ | ------------------ |
| Jaar               | Album              | Lied               | Categorie          | W/N                |
| 2000               | Breathe            | Breathe            | Sexxxiest Video    | W                  |
| 2000               | Breathe            | -                  | Best Commercial    | W                  |
| 2000               | -                  | -                  | Woman of the Year  | W                  |

| XM Nation Music Award | XM Nation Music Award | XM Nation Music Award | XM Nation Music Award                  | XM Nation Music Award |
| --------------------- | --------------------- | --------------------- | -------------------------------------- | --------------------- |
| Jaar                  | Album                 | Lied                  | Categorie                              | W/N                   |
| 2005                  | -                     | -                     | Favorite Music Couple (met Tim McGraw) | W                     |

- Bibliothèque nationale de France: cb139679832 (data)
- Gemeinsame Normdatei: 134971531
- International Standard Name Identifier: 0000 0001 1494 6241
- Library of Congress Control Number: no97009546
- MusicBrainz: 406552d4-5ba1-4226-b7c0-367bc50fc767
- Nationale Bibliotheek van Tsjechië: xx0002592
- Nederlandse Thesaurus van Auteursnamen: 154147796
- Virtual International Authority File: 85321800
- WorldCat: E39PBJcKPqxr79ywgwjKFQDg8C